# Jang Woo-jin
Jang Woo-jin (10 september 1995) is een Zuid-Koreaanse professioneel tafeltennisser. Hij speelt rechtshandig met de shakehandgreep.
In 2020 (Tokio) nam hij deel aan de Olympische spelen.
Jang speelt in competitieverband bij Mirae Asset Daewoo in Zuid-Korea.